# Mosquée Salman Al-Farissi du Mans
La mosquée Salmane-Al Farissi, appelée localement Mosquée des Glonnières, est une mosquée française située au Mans, dans le quartier des Glonnières, en Sarthe.
Située au 17 Allée Goya, elle est au cœur du quartier sensible des Glonnières. Le lieu est géré par l'Association des Bonnes Œuvres Salmane Al-Farissi. Elle est la première et la plus grande mosquée du département.

## Histoire
En 1971, sous l'impulsion du père Jean-Marie Duchemin, plus tard converti à l'islam, le diocèse du Mans vend un terrain à l'association Foi et Pratique, essentiellement composée de travailleurs immigrés marocains, afin d'y bâtir un lieu de culte convenable pour cette population nouvellement installée au Mans. La construction débute en 1975, et le bâtiment sera rénové et agrandi en 2002 par l'architecte manceau Hervé Lehoux.
Un minaret d'une dizaine de mètres de haut y est édifié lors de la rénovation, ainsi qu'un parking à l'extérieur. La bâtiment est composé d'une grande salle de prière pouvant accueillir jusqu'à 500 fidèles, une salle de prière pour femmes, deux salles de cours, une salle d'ablutions rénovée en 2024 ainsi qu'une cuisine.
Malgré l'agrandissement de 2002, la mosquée se retrouve souvent saturée le jour de la prière du vendredi. Un chapiteau est ainsi installé en 2019 sur le parking intérieur, mais cela ne suffit pas. Un projet d'extension de la mosquée As-Sounnah des Sablons a été lancé en 2022 afin de soulager cette mosquée. Lors de la fermeture de la mosquée d'Allonnes en 2021, la mosquée s'est retrouvée saturée par l'afflux des fidèles allonnais, notamment pendant la période du Ramadan.
En 2012, la mosquée a été profanée par des tags racistes et islamophobes. En 2021, la mosquée a été visée par un projet d'attentat par un jeune de 24 ans.

## Accessibilité
La mosquée dispose d'un parking en son sein d'une vingtaine de places environ, dont 3 places pour personnes en situation en handicap. Dû à l'installation du chapiteau, un nouveau parking a été créé sur un terrain désaffecté, jouxtant l'allée Goya face à la mosquée. La mosquée est également accessible par la ligne T1 du tramway, via la station Goya.